# ЭДП (детонатор)
ЭДП (от Электродетонатор с платино-иридиевым мостиком) — советский электродетонатор для инициации подрывных зарядов военного и промышленного назначения. Используется в комбинации с теми видами бризантных взрывчатых веществ (пластит, порошкообразный или прессованный тротил, пентрит, гексоген), чувствительность которых достаточна для приведения в действие электрическим импульсом.
Изготавливается из алюминия; конструктивно объединяет в себе капсюль-детонатор № 8-А, в дульце гильзы которого расположен электровоспламенитель с платино-иридиевым или нихромовым мостиком накаливания. Мостик окружён воспламенительным составом, одним из возможных вариантов которого является смесь роданистого свинца, бертолетовой соли и древесного угля, связанная костным клеем.

## Тактико-технические параметры
Длина проводов электровоспламенителя 1 м.
Наружный диаметр корпуса 6,8-7,05 мм.
Полная длина 45,8-48,5 мм.
Электрическое сопротивление 0,9-1,5 Ом.
Расчётное сопротивление в нагретом состоянии 2,5 Ом.
Сила тока для воспламенения 0,4 А.
Минимальная сила тока, достаточная для подрыва одного детонатора:
при переменном токе 1 А,
при постоянном токе 0,5 А.
Безопасный ток 0,18 А
Сохраняет работоспособность, находясь в течение суток под водой на глубине 1 метр.

## Варианты
- ЭДП-р — модификация электродетонатора ЭДП, снабжённая резьбовым соединением (резьба М10х1[4]) для ввинчивания в запальные гнёзда мин, сапёрных зарядов[2] и тротиловых шашек[4].
- УЭДП — учебная модификация детонатора с электровоспламенителем в небоевом снаряжении[2].